# グリーンランド・コルーニ

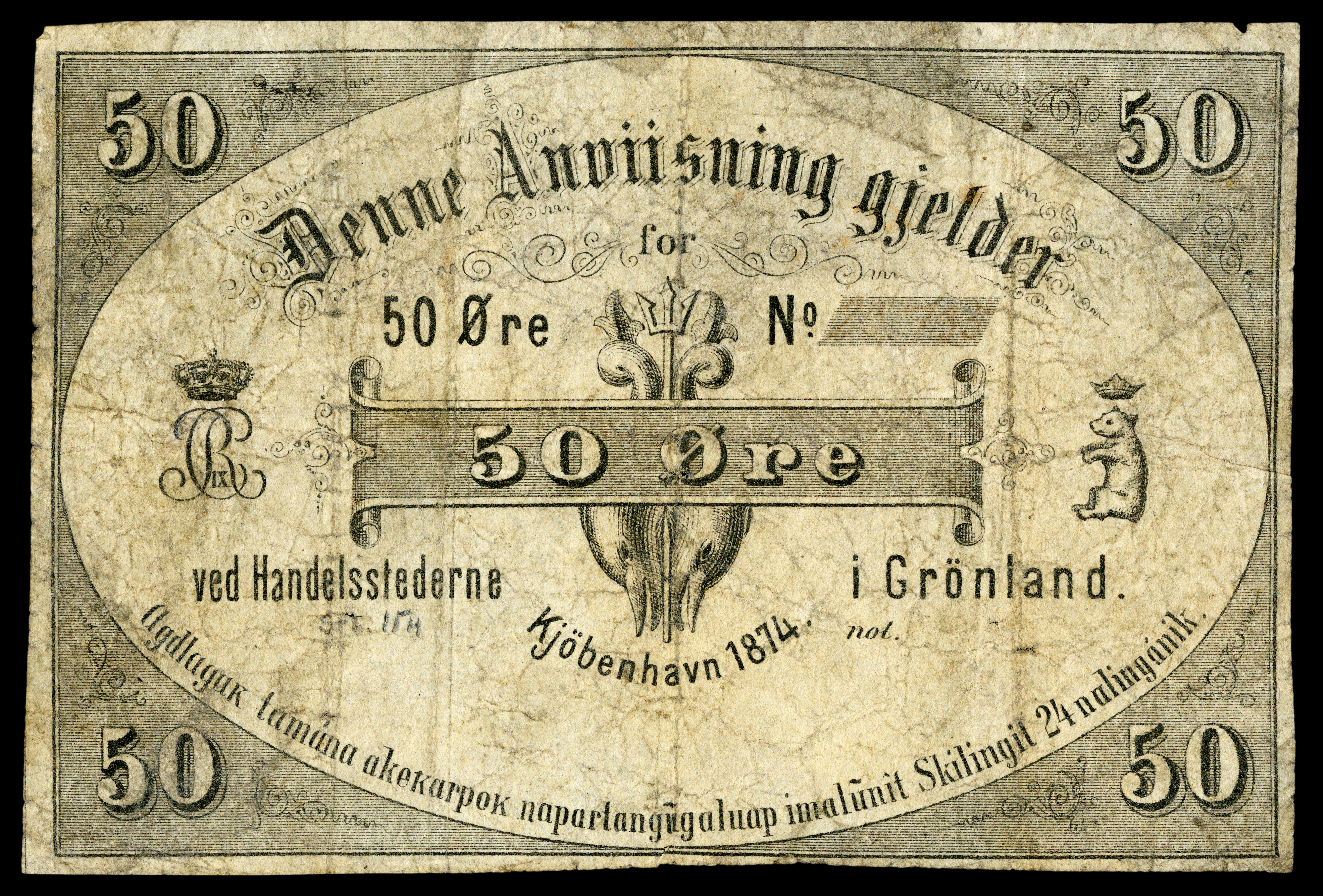
50オーレ（1874）、グリーンランド・コルーニの最初の発行年。 この紙幣は、左側にデンマークのクリスチャン9世の王室のモノグラム、右側に小さな王冠を戴冠しているホッキョクグマが描かれている。

グリーンランド・コルーニ (グリーンランド語: koruuni、デンマーク語: grønlandsk krone )  は、グリーンランドで計画された貨幣。計画は2009年に放棄された。 その名前は、デンマークの植民地としてグリーンランドの時代に発行された通貨によく使用される。
現在、グリーンランドではデンマーク・クローネが流通している。グリーンランド・コルーニは、独立した通貨ではなくデンマーク・クローネの一つであることが考えられていた。したがって、独自のISO 4217通貨コードを持つことは考えられていなかったが、デンマーククローネであるDKKと同じISO4217コードを使用することを目的としていた。もし、通貨が採用されたとしても、デンマーク・クローネとは別々に流通し続けていたと考えられる。

## 歴史
1874年、デンマークと同様に、2コルーニ = 1リグスダラーのレートでリグスダラーに代わり、造幣された。グリーンランド・コルーニは、デンマーク・クローネと同等の価値がある。 新しく建設されたタシーラクでも、亜鉛通貨が導入された。 1926年から1964年の間に、デンマーク政府の貿易会社であるKongeligGrønlandskeHandel （ Royal Greenlandic Trade ）は、グリーンランドで使用するための別の貨幣を導入した。 1944年、植民地政権は、当時流通していた1クローネと同様のデザインを使用して、フィラデルフィア米国造幣局で製造された5クローネのコインを発行した。1953年、グリーンランドはデンマーク憲法改正によってデンマークに編入されたが、グリーンランド自治政府は1968年まで独自の貨幣を発行し続けた。
2006年、デンマーク政府とグリーンランド自治政府は、デンマーク・クローネ（DKK）の法案のグリーンランド版を生成するための合意に達したことを発表した。 それと同様の関係としては、フェロー・クローネ とデンマーク・クローネがある。 この効果への法案は、デンマーク議会によって満場一致で可決され それは、2007年5月に発表された。
One currency and monetary policy exists for the entire realm. The responsibility herefor rests with Danmarks Nationalbank. Danmarks Nationalbank is consequently the central bank of the entire realm and the Danish krone is the currency for the entire realm. This law makes no change to this situation. Regardless of the application of distinct Greenlandic notes, the same currency is applied as in the rest of Denmark. Thus, the Greenlandic notes are a particular form of the Danish krone currency, and are to be understood as [standard] national bank notes with Greenlandic text.—Parliament of Denmark, law no. 42 of the 2006-07 session, official comments、http://www.statsrevisor.dk/Samling/20061/lovforslag/L42/som_fremsat.htm
しかし、2009年10月中旬の投票で、グリーンランドは独自の紙幣の導入を当面見送ることを決定した。 

## 硬貨

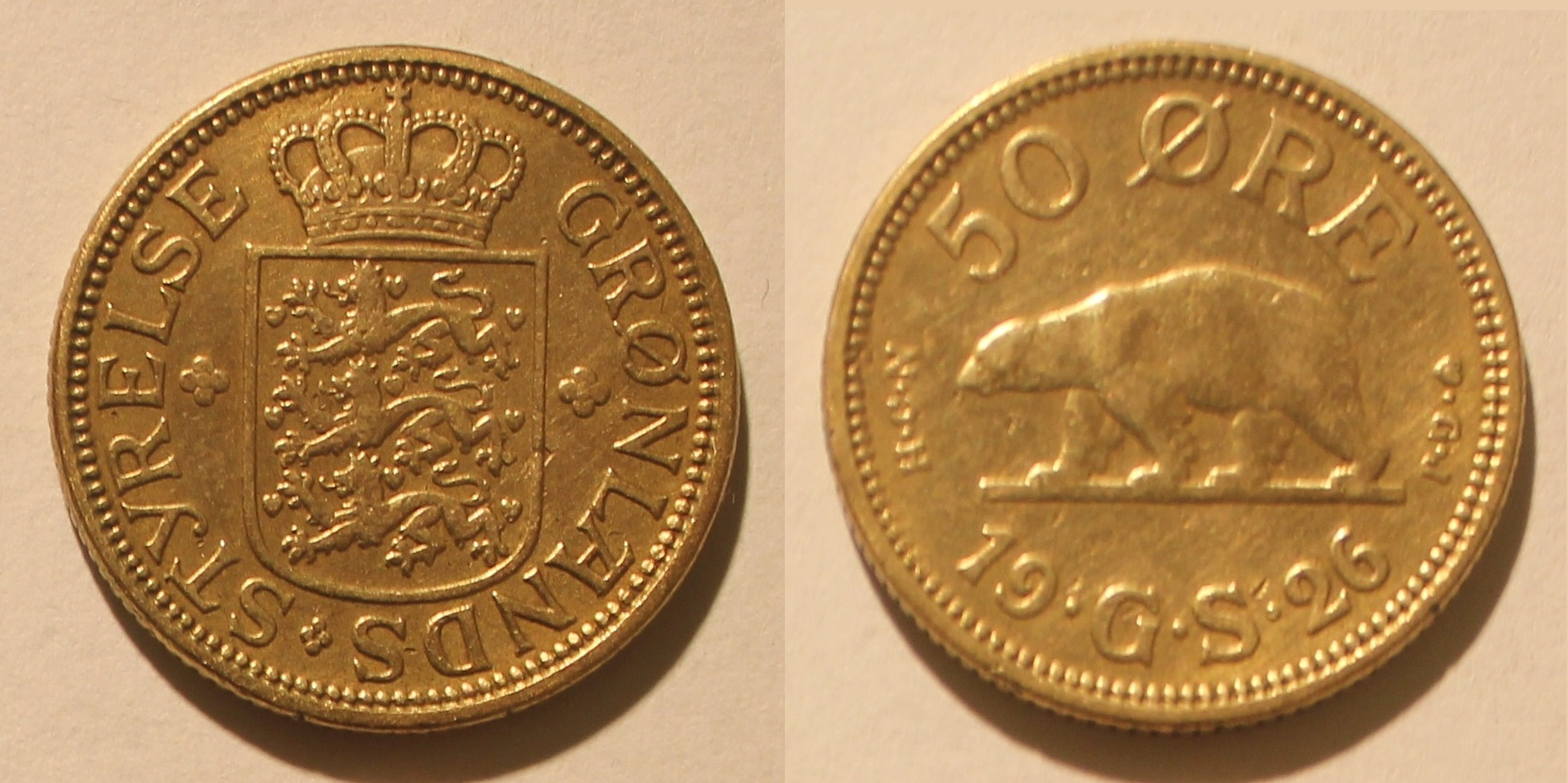
1926年のグリーンランド・コルーニのアルミニウム青銅の銅50オーレ硬貨。

1926年に、白銅製の25オーレとアルミニウム青銅製50オーレと1クローネが発行された。硬貨は、対応するデンマークの硬貨と同じサイズと組成だった。しかし、25オーレは穴が開いていない一方、一部は回収され、穴が開けられてから再発行された。 1944年に、アメリカのフィラデルフィア米国造幣局によって製造された真鍮製の5コルーニ硬貨が発行された。1957年にアルミニウム青銅製1コルーニが発行され、続いて1960年と1964年には白銅製が発行された。

## 紙幣

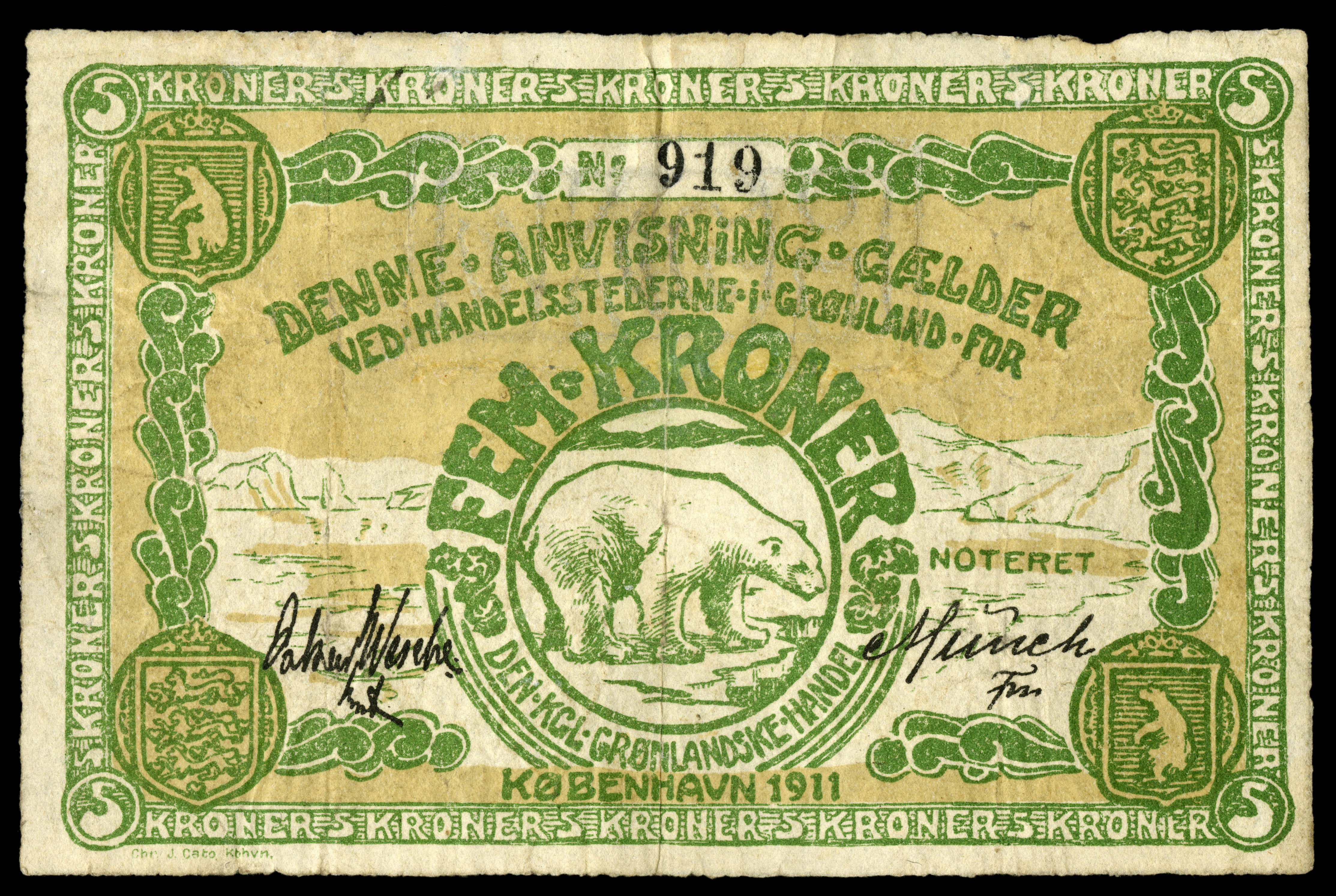
ホッキョクグマを描いた、 ロイヤル・グリーンランドによって発行された5グリーンランド・コルーニ（1911年）

1874年、 HandelsstederneiGrønlandは50-オーレと1-コルーニの紙幣を発行し、翌年には25-øreのノートを発行した。 1887年に、5クローネ紙幣が導入された。 Handelsstederneは1905年まで紙幣を発行し続けた。 1911年、 KongeligeGrønlandskeHandelは、25および50オーレ、1および5クローネの紙幣で紙幣の発行を開始した。
1913年に、植民地時代の紙幣（ Styrelse af KolonierneiGrønlandとマークされた）が25、50オーレ、1、5クローネが導入された。 1926年から、植民地時代の紙幣はGrønlandsStyrelseとマークされ、5クローネ未満の紙幣は生産を停止し、10クローネと50クローネの紙幣が導入された。
1953年、KongeligeGrønlandskeHandelは、5クローネ、10クローネ、50クローネの紙幣の造幣を再開し、100コルーニ紙幣（Kreditsedler ）も発行された。これらの紙幣は1967年まで造幣された。